# OK Fužinar
OK Fužinar – słoweński klub siatkarski z Ravne na Koroškem. Założony został w 1954 roku. Mistrz Słowenii w sezonie 1997/1998 oraz dwukrotny zdobywca Pucharu Słowenii (1997, 1998).
Swoje mecze domowe rozgrywa w hali szkoły podstawowej im. Prežihovega Voranca (Osnovna šola Prežihovega Voranca).

## Nazwy zespołu
- do 1998 – Fužinar
- 1998-2002 – Fužinar GOK Igem
- 2002-2016 – Fužinar Metal Ravne
- od 2016 – Fužinar SIJ Metal Ravne

## Historia
Początki siatkówki w Guštanju (obecnie Ravne na Koroškem) sięgają lat 20. XX wieku i związane są z klubem Sokol, którego członkowie zaczęli uprawiać ten sport. W 1939 roku w ramach klubu wyodrębniona została sekcja siatkarska. Po II wojnie światowej siatkówka odrodziła się w Fizkulturno društvo Guštanj, a następnie sekcja siatkarska funkcjonowała w klubie Fužinar (Športno društvo Fužinar).
8 sierpnia 1954 roku powstał samodzielny siatkarski klub – OK Fužinar. Początkowo występował w lidze słoweńsko-chorwackiej, a po restrukturyzacji rozgrywek – w lidze słoweńskiej. W 1957 roku po raz pierwszy grał w federalnych mistrzostwach Jugosławii, zajmując 7. miejsce na 8 drużyn. Ponownie w najwyższej lidze uczestniczył w latach 1964-1967 oraz w sezonie 1972/1973. W pozostałych sezonach brał udział w II lidze federalnej.
Po odzyskaniu przez Słowenię niepodległości 11 września 1991 roku zarejestrowana została nowa siatkarska drużyna Fužinar (Odbojkarsko društvo Fužinar). Największe sukcesy klub odniósł w 2. połowie lat 90. W sezonie 1997/1998 został mistrzem Słowenii i zdobył krajowy puchar. W tym sezonie zadebiutował w europejskich pucharach. W fazie kwalifikacyjnej Pucharu CEV przegrał z polskim zespołem Morze Szczecin. W sezonie 1998/1999 zajął 4. miejsce w 1. lidze i po raz drugi zdobył krajowy puchar. Wystartował także w Pucharze Mistrzów Krajowych. Po raz ostatni w europejskich pucharach grał w sezonie 1999/2000. W sezonie 2001/2002 doszedł do finału krajowego pucharu, w którym przegrał z klubem Salonit Anhovo Kanal.
W sezonie 2003/2004 OK Fužinar zajął przedostatnie, 9. miejsce, co skutkowało spadkiem do 2. ligi. W następnym sezonie został mistrzem 2. ligi i powrócił do najwyższej klasy rozgrywkowej. W sezonie 2006/2007 w 1. lidze zajął ostatnie, 10. miejsce. W sezonach 2007/2008-2012/2013 grał w 2. lidze. Do 1. ligi powrócił w sezonie 2013/2014 i utrzymał się w niej do końca sezonu 2016/2017. W sezonach 2017/2018-2019/2020 ponownie rywalizował w 2. lidze. Po restrukturyzacji rozgrywek w sezonie 2020/2021 trafił do dywizji B 1. ligi. Od sezonu 2022/2023 występuje w dywizji A 1. ligi.

## Bilans sezonów
| Sezon     | Rozgrywki ligowe | Rozgrywki ligowe | Rozgrywki ligowe | Rozgrywki ligowe | Puchar      |
| Sezon     | Poziom           | Poziom           | Miejsce          | Miejsce          | Puchar      |
| --------- | ---------------- | ---------------- | ---------------- | ---------------- | ----------- |
| 1991/1992 | Superliga        | Superliga        | 6/7              | 6/7              | brak danych |
| 1992/1993 | 1. DOL           | 1. DOL           | 5/12             | 5/12             | brak danych |
| 1993/1994 | 1. DOL           | 1. DOL           | 12/12            | 12/12            | brak danych |
| 1994/1995 | 1. DOL           | 1B.              | 11/14            | 3/6              | ćwierćfinał |
| 1995/1996 | 1. DOL           | 1B.              | 6/14             | 1/6              | ćwierćfinał |
| 1996/1997 | 1. DOL           | 1A.              | 4/16             | 5/8              | ćwierćfinał |
| 1997/1998 | 1. DOL           | 1A.              | 1/16             | 1/8              | 1. miejsce  |
| 1998/1999 | 1. DOL           | 1. DOL           | 4/10             | 4/10             | 1. miejsce  |
| 1999/2000 | 1. DOL           | 1. DOL           | 6/10             | 6/10             | 1/8 finału  |
| 2000/2001 | 1. DOL           | 1. DOL           | 5/10             | 5/10             | półfinał    |
| 2001/2002 | 1. DOL           | 1. DOL           | 6/10             | 6/10             | 2. miejsce  |
| 2002/2003 | 1. DOL           | 1. DOL           | 4/10             | 4/10             | ćwierćfinał |
| 2003/2004 | 1. DOL           | 1. DOL           | 9/10             | 9/10             | półfinał    |
| 2004/2005 | 2. DOL           | 2. DOL           | 1/12             | 1/12             | ćwierćfinał |
| 2005/2006 | 1. DOL           | 1. DOL           | 8/10             | 8/10             | 1/8 finału  |
| 2006/2007 | 1. DOL           | 1. DOL           | 10/10            | 10/10            | 1/8 finału  |
| 2007/2008 | 2. DOL           | 2. DOL           | 5/10             | 5/10             | 5. kolejka  |
| 2008/2009 | 2. DOL           | 2. DOL           | 3/10             | 3/10             | 1/8 finału  |
| 2009/2010 | 2. DOL           | 2. DOL           | 9/10             | 9/10             | 3. runda    |
| 2010/2011 | 2. DOL           | 2. DOL           | 4/10             | 4/10             | 1/8 finału  |
| 2011/2012 | 2. DOL           | 2. DOL           | 2/10             | 2/10             | 1/8 finału  |
| 2012/2013 | 2. DOL           | 2. DOL           | 1/10             | 1/10             | ćwierćfinał |
| 2013/2014 | 1. DOL           | 1. DOL           | 7/10             | 7/10             | 1/8 finału  |
| 2014/2015 | 1. DOL           | 1. DOL           | 8/10             | 8/10             | ćwierćfinał |
| 2015/2016 | 1. DOL           | 1. DOL           | 9/10             | 9/10             | ćwierćfinał |
| 2016/2017 | 1. DOL           | 1. DOL           | 10/10            | 10/10            | ćwierćfinał |
| 2017/2018 | 2. DOL           | 2. DOL           | 2/12             | 2/12             | 1/8 finału  |
| 2018/2019 | 2. DOL           | 2. DOL           | 9/12             | 9/12             | 1/8 finału  |
| 2019/2020 | 2. DOL           | 2. DOL           | 4/12             | 4/12             | 1/8 finału  |
| 2020/2021 | 1. DOL           | 1B.              | 12/16            | 4/8              | 1/8 finału  |
| 2021/2022 | 1. DOL           | 1B.              | 8/16             | 1/8              | 1/8 finału  |
| 2022/2023 | 1. DOL           | 1A.              | 7/16             | 7/8              | ćwierćfinał |
| 2023/2024 | 1. DOL           | 1A.              | 6/16             | 6/8              | 1/8 finału  |

Poziom rozgrywek:
     pierwszy poziom
     drugi poziom

## Udział w europejskich pucharach
| Sezon     | Rozgrywki                 | Osiągnięcie             |
| --------- | ------------------------- | ----------------------- |
| 1997/1998 | Puchar CEV                | I runda kwalifikacyjna  |
| 1998/1999 | Puchar Mistrzów Krajowych | II runda kwalifikacyjna |
| 1999/2000 | Puchar Zdobywców Pucharów | I runda kwalifikacyjna  |
| 1999/2000 | Puchar CEV                | II runda kwalifikacyjna |

Źródło: 

## Osiągnięcia
- Mistrzostwa Słowenii:
  -  1. miejsce (1x): 1998
- Puchar Słowenii:
  -  1. miejsce (2x): 1997, 1998
  -  2. miejsce (1x): 2001